# Раміз Ахмеров
Раміз Ахмеров (нар. 8 березня 1953) — колишній тенісист з Азербайджану, який змагався за Радянський Союз у Кубку Девіса.  
Ахмеров, який зайняв друге місце після Олександра Звєрєва на чемпіонаті Радянського союзу 1979 року, виграв три медалі Літньої Універсіади. Він завоював бронзову медаль на заході 1977 року і виграв як золоту, так і срібну медаль на Літній Універсіаді 1979 року.
Дебютував у Кубку Девіса в 1979 році в «Барселоні», де програв одиночну гру іспанцю Антоніо Муньосу.  Його єдиний виступ у Кубку Девіса був лише в Донецьку через три роки.  Він разом із партнером Вадимом Борисовим зіграв парну гру проти індійських братів Амрітрай, Ананда та Віджая.  Радянська пара програла матч у чотирьох сетах.